# Renault 5 E-Tech Electric
El Renault 5 EV (también conocido como Renault 5 E-Tech o Renault 5 eléctrico) es un automóvil eléctrico del Segmento B con un estilo basado en el Renault 5 original que se comenzó a comercializar por el fabricante francés Renault desde 2024. En enero de 2021 se presentó un prototipo concepto.

## Desarrollo

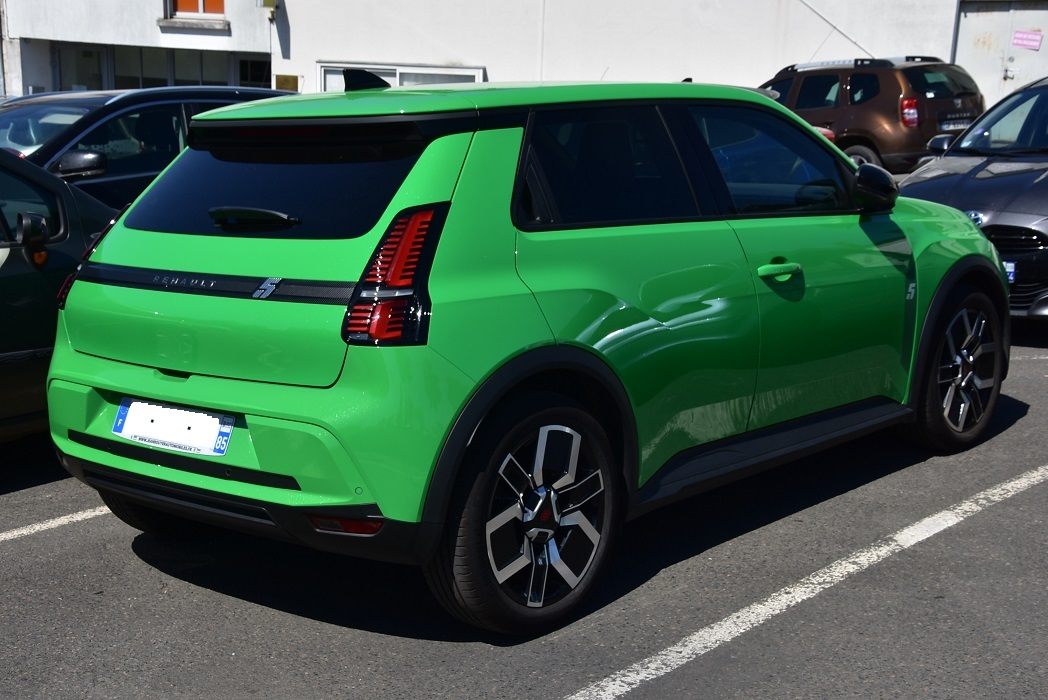
Vista lateral-trasera en un estacionamiento

El Renault 5 EV se anunció en enero de 2021 como parte del plan estratégico "Renaulution" del Groupe Renault que cubre el período 2021-2025+; la marca Renault ha calificado su esfuerzo como "Nouvelle Vague" (Nueva Ola), con el objetivo de ofrecer la línea más completa de celdas de combustible electrificadas y de hidrógeno para 2025. El R5 EV de producción está programado para lanzarse en 2024.
El prototipo R5 utiliza una pequeña variante EV de la plataforma de la familia de módulos comunes Renault-Nissan, denominada CMF-B EV. El CMF–B EV se utilizará en otros automóviles pequeños que se lanzarán próximamente, incluida una versión eléctrica de un Renault 4 revivido. Renault inicialmente negó que el 5 EV reemplazaría al Zoe, pero luego revirtió su postura. Se espera que la estandarización de la plataforma y la tecnología de la batería reduzca los costos de producción en un 33 % en comparación con el Zoe, ya que muchos componentes se reutilizan de la plataforma CMF-B utilizada en el Clio V. El Renault 5 EV compartirá plataforma con el próximo Nissan Micra EV.

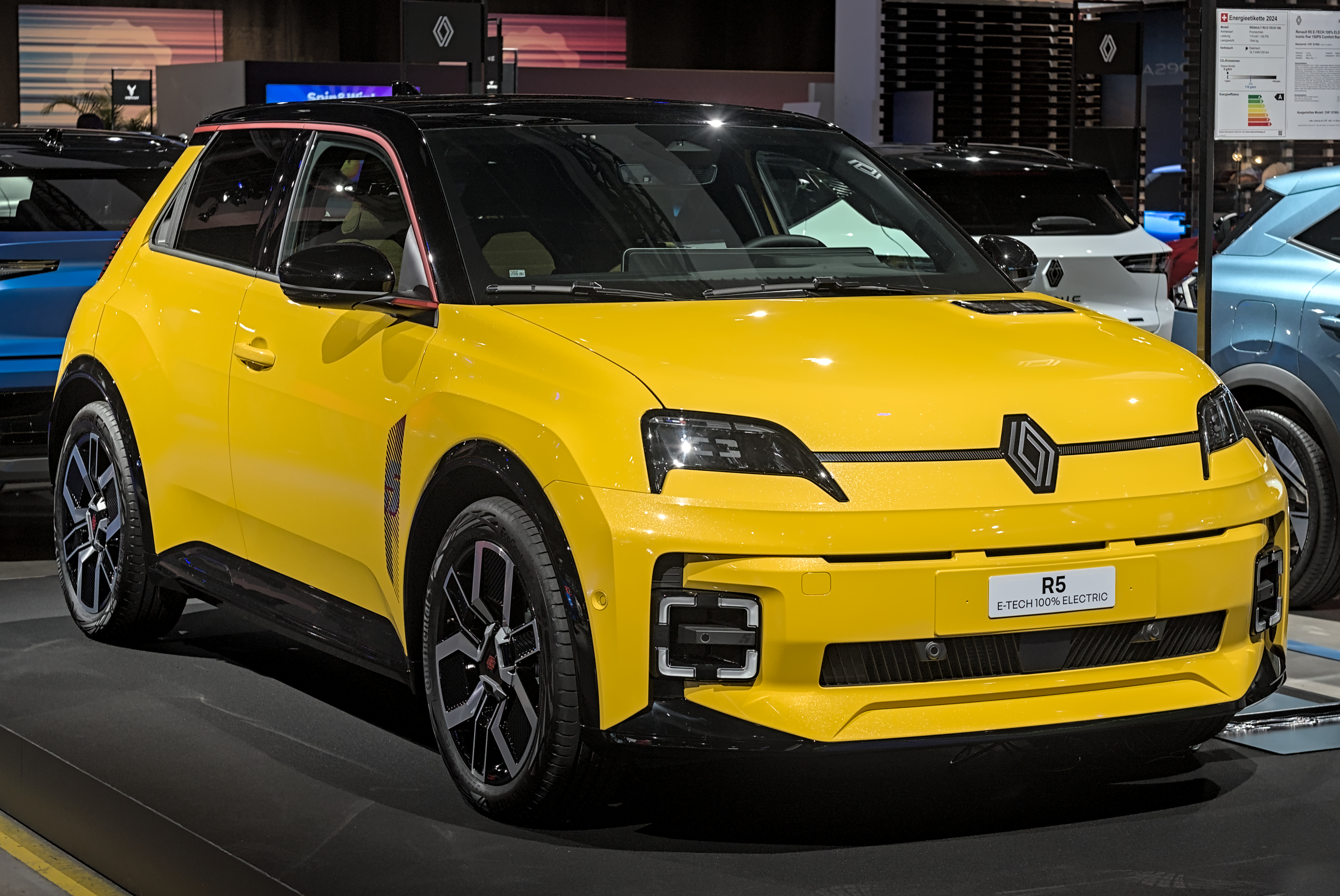
En el Salón del automóvil de Zúrich de 2024
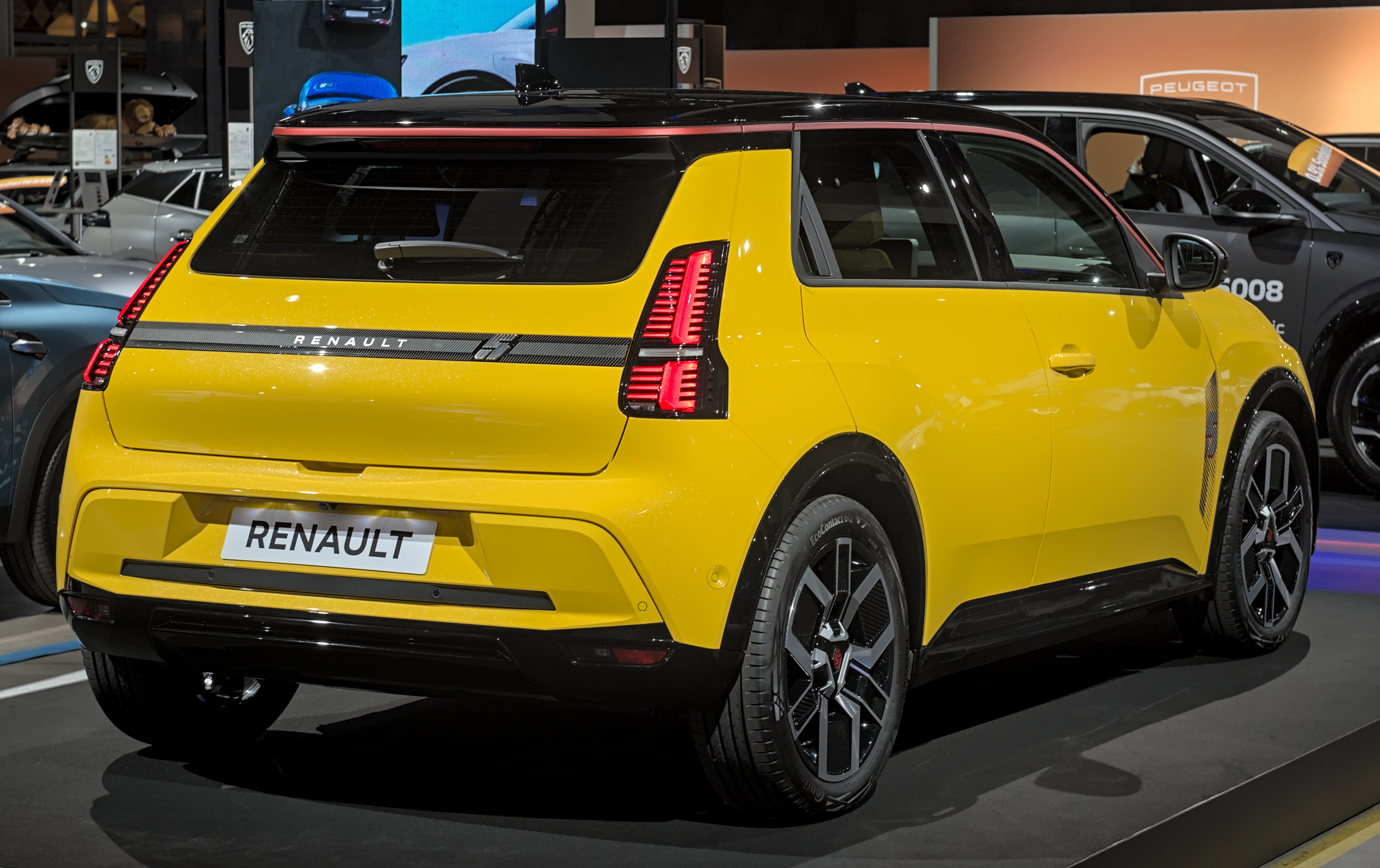
Vista lateral-trasera
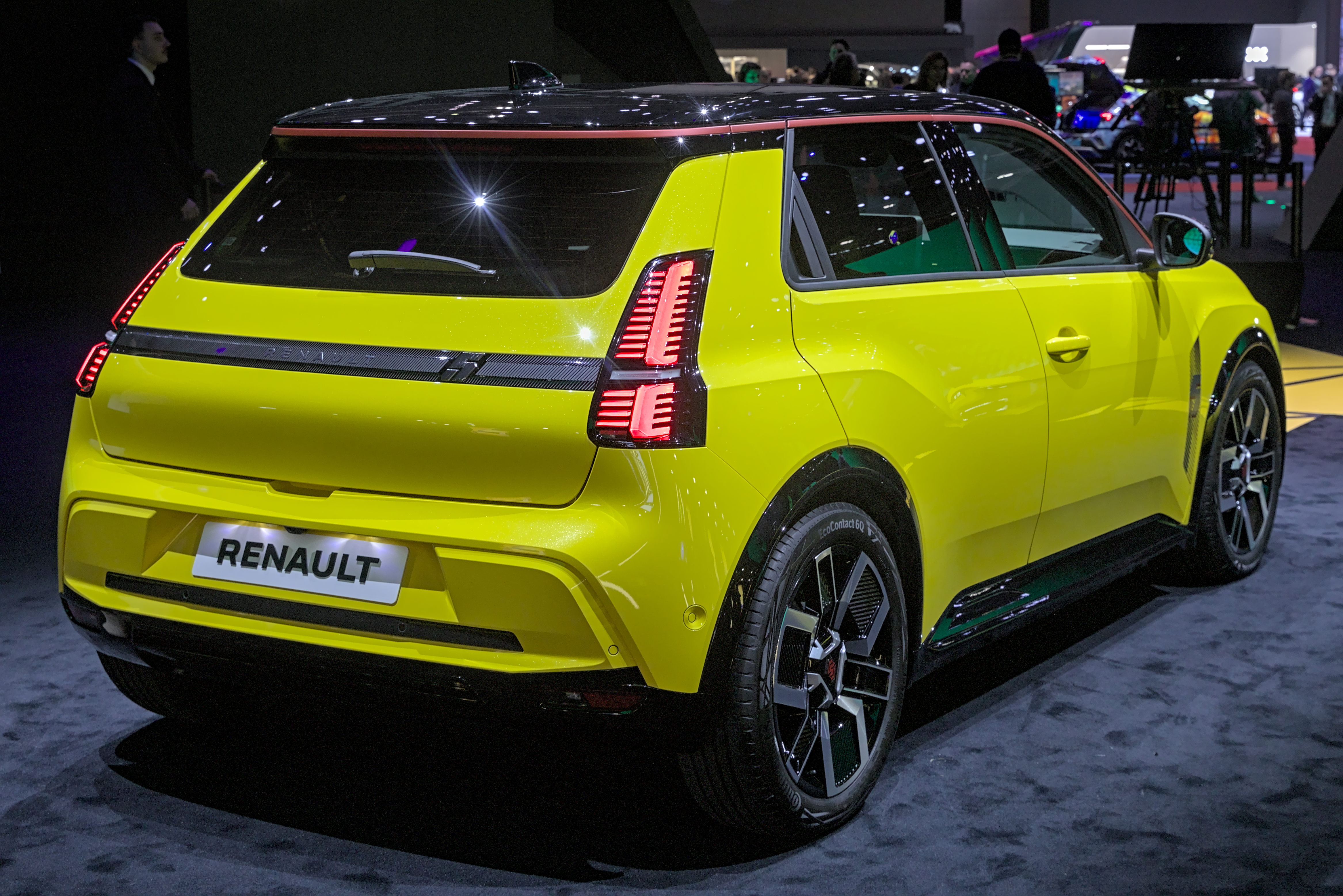
Vista lateral-trasera en el Salón del Automóvil de Ginebra de 2024
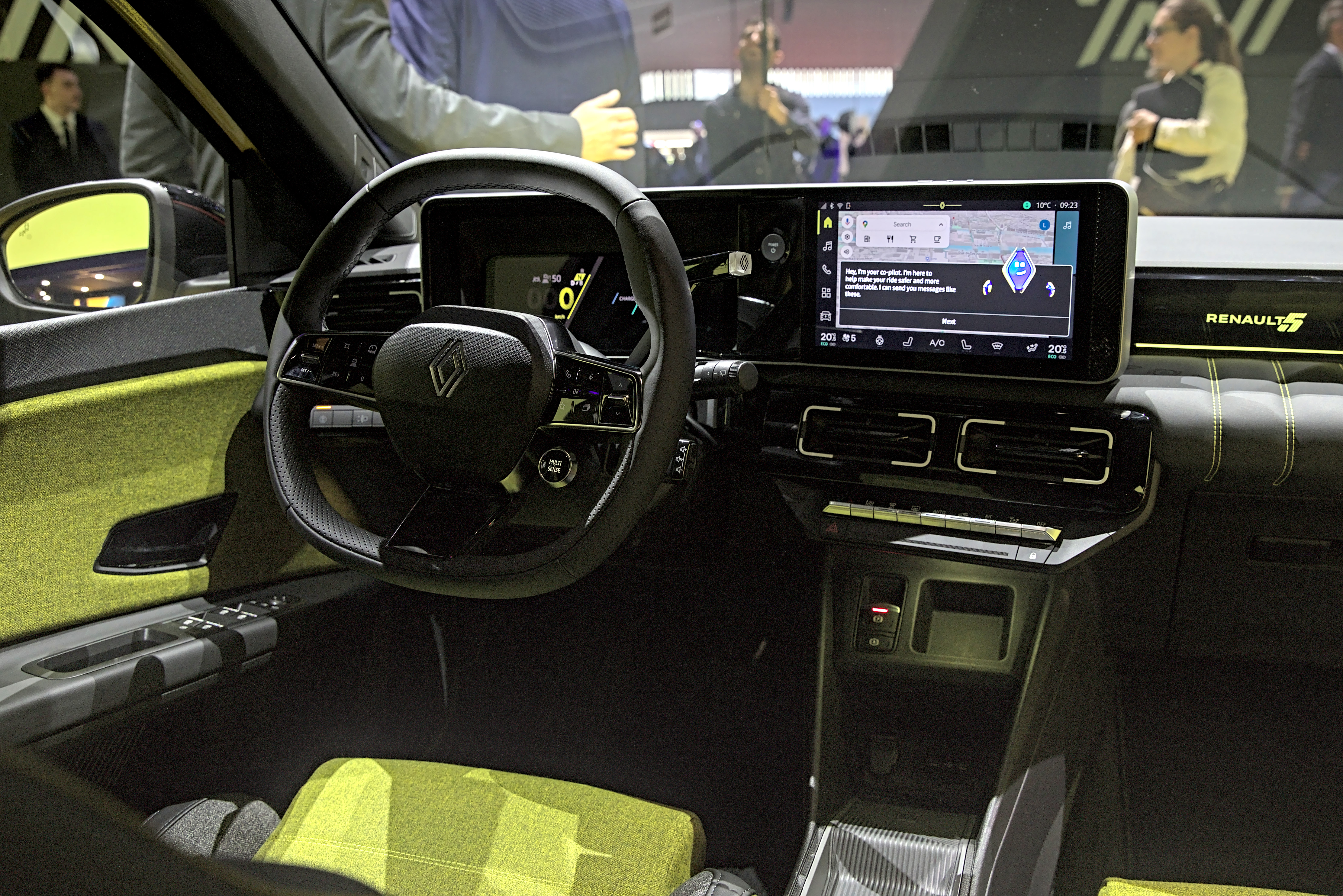
Interior
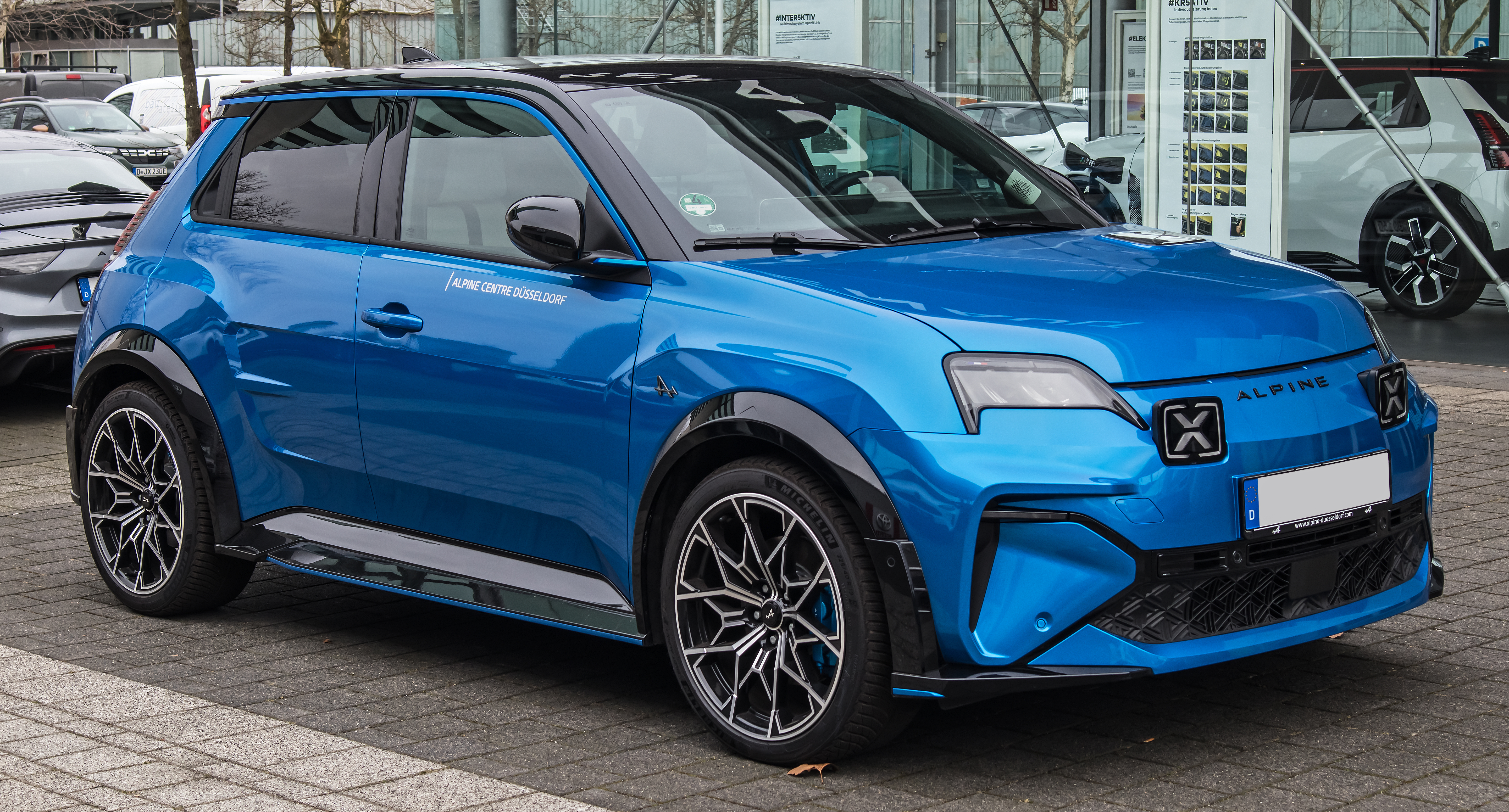
Alpine A290 GTS
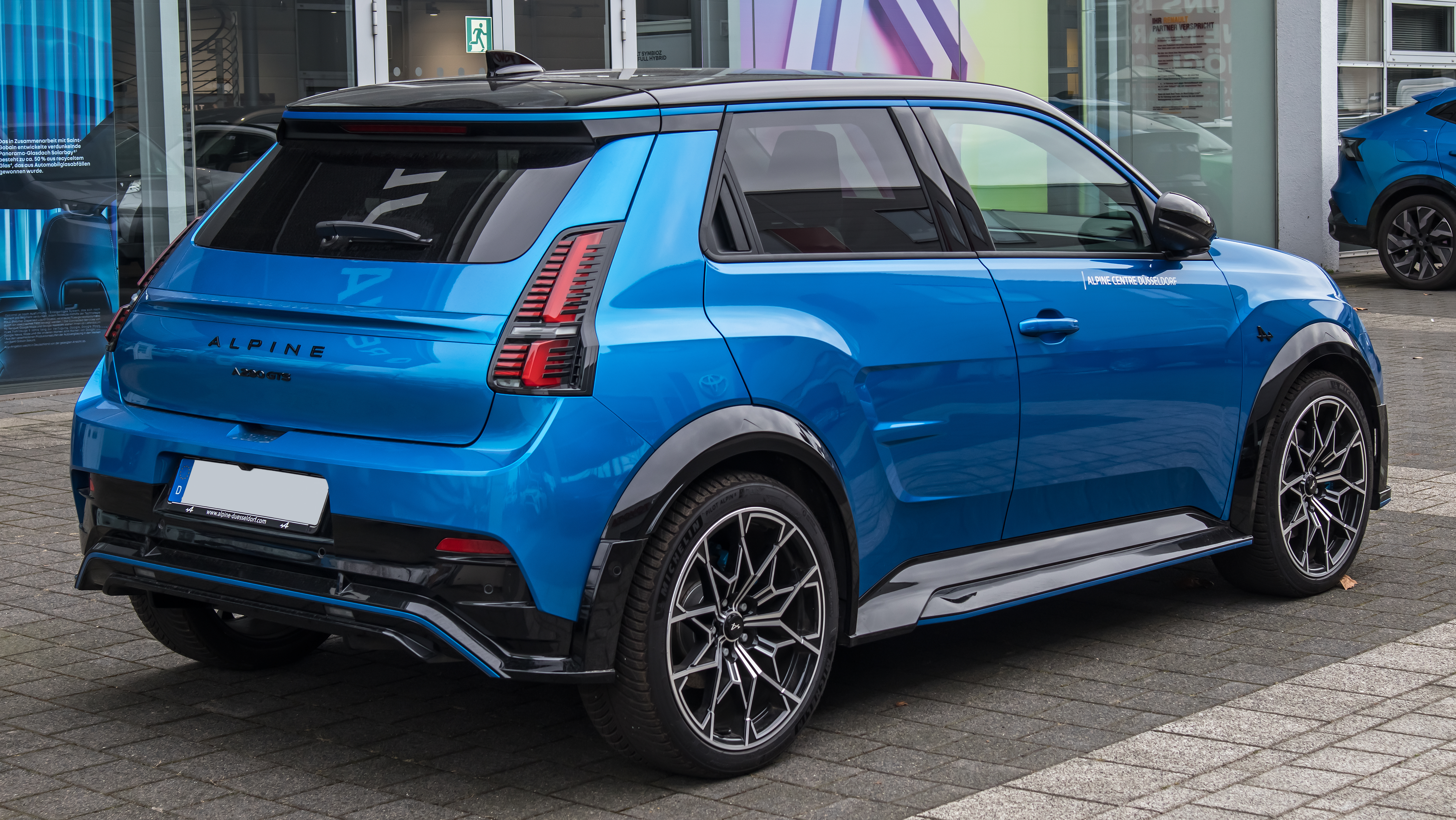
Vista lateral-trasera
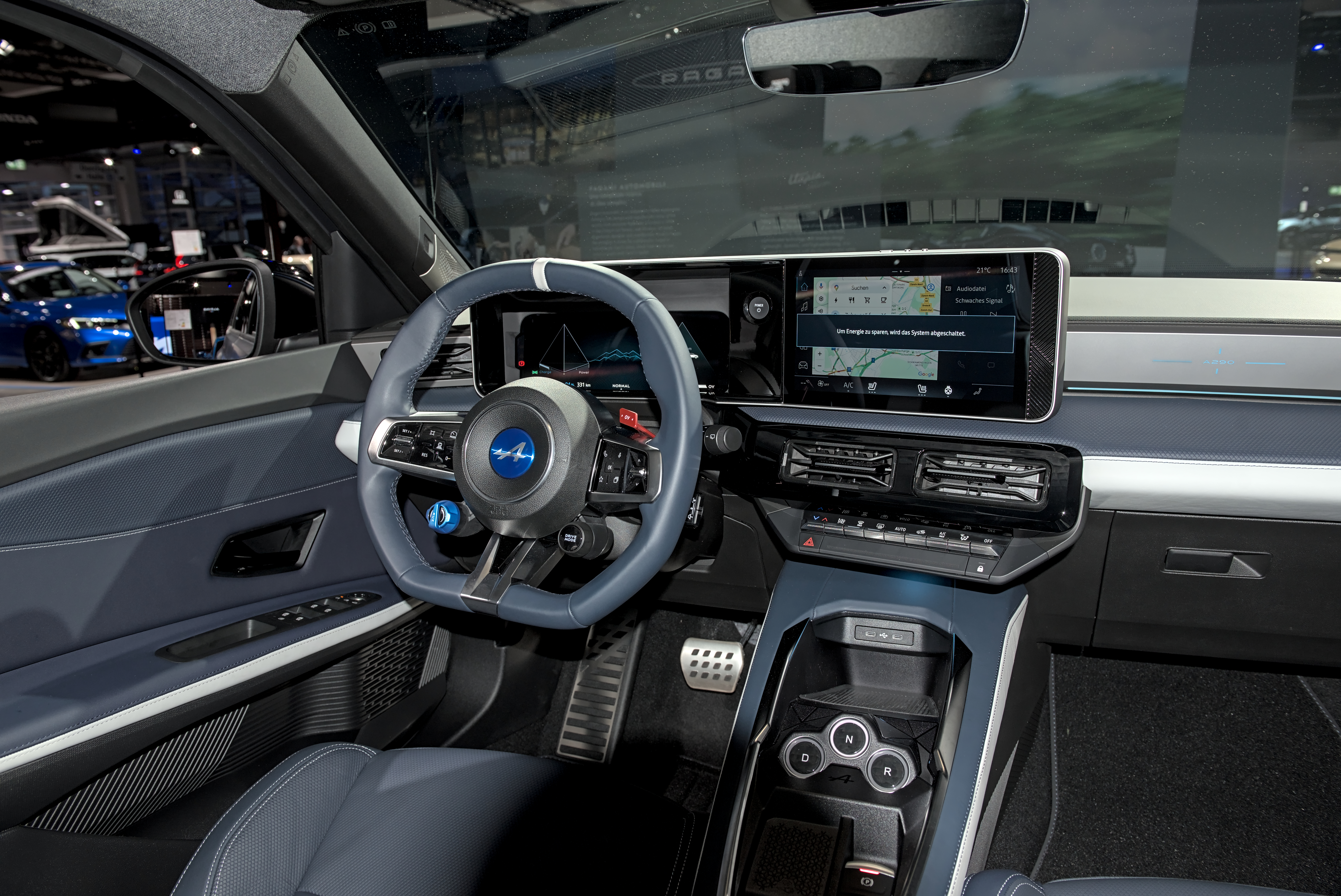
Interior

## R5 Turbo 3E

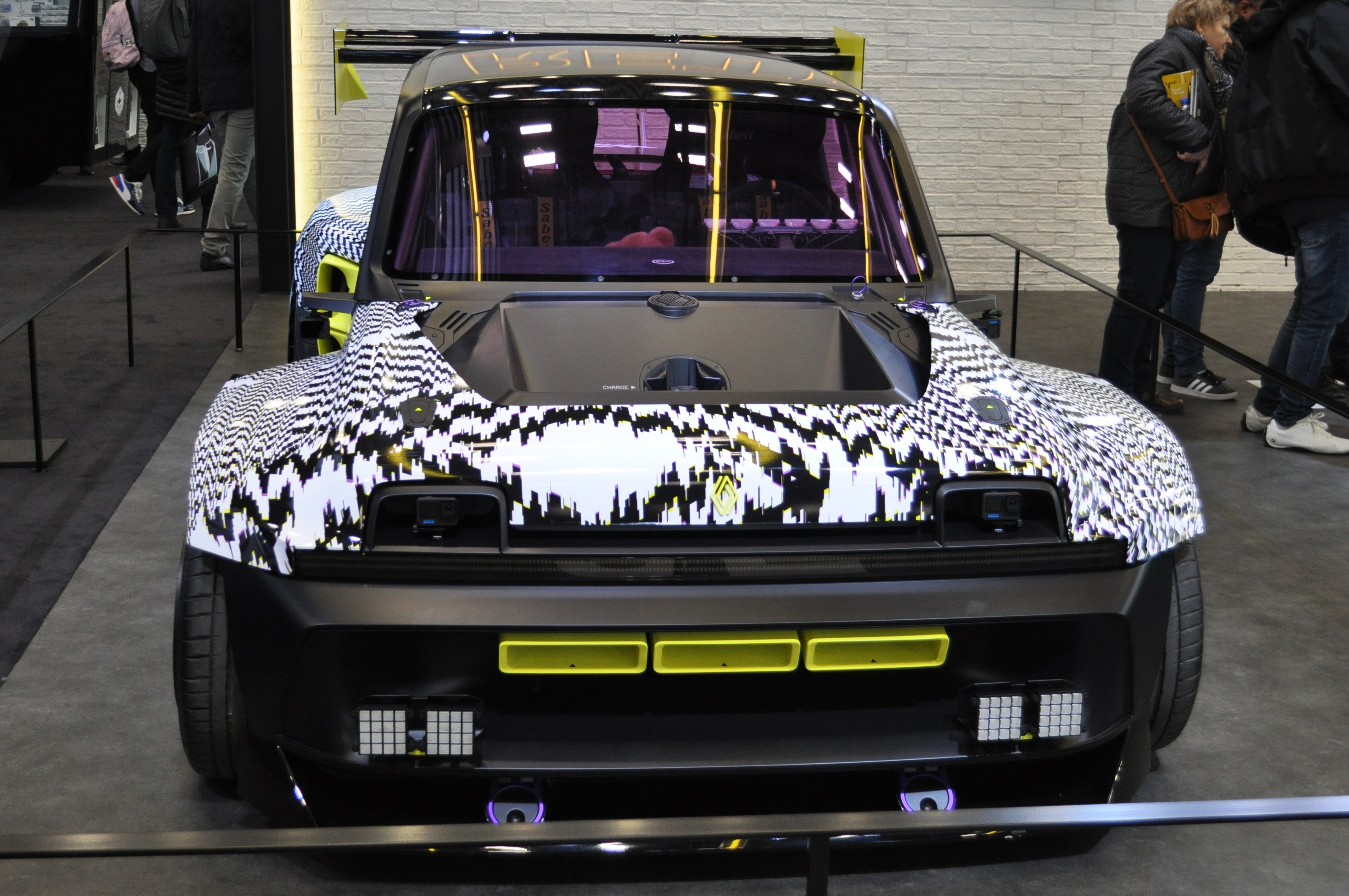
En el Rétromobile de 2023.

Una versión deportiva restomod del Renault 5 Turbo, denominada Renault R5 Turbo 3E e inspirada en el 5 Turbo y el Turbo 2, se presentó en el Chantilly Concours d'Elegance el 25 de septiembre de 2022, también estando presente en el Salón del Automóvil de París de 2022. El automóvil fue desarrollado y construido por Ligier con el aporte de Yvan Muller.
Está fabricado sobre un chasis tubular con carrocería de fibra de carbono, usando dos motores de tracción eléctrica, uno para cada rueda trasera. La batería tiene una capacidad de almacenamiento de 42 kWh. El chasis es una estructura espacial de acero compatible con la FIA. El peso total del automóvil es de 1500 kg, de los cuales 520 kg son de la batería.

## Coche del Año en Europa 2025
El Renault 5 E-Tech eléctrico, lanzado en octubre de 2024, ha sido reconocido como Coche del Año en Europa en 2025, compartiendo el galardón con el Alpine A290. Este modelo ha sido clave en la ofensiva eléctrica de Renault, ofreciendo una opción asequible y de altas prestaciones en el mercado de vehículos eléctricos. El jurado destacó su diseño retro, experiencia de conducción placentera y precio competitivo, factores que contribuyeron a su elección como ganador.[cita requerida]
Este reconocimiento marca la segunda victoria consecutiva para Renault en este certamen, ya que en 2024 el Renault Scénic E-Tech también fue nombrado "Coche del Año en Europa".[cita requerida]